# Parafia św. Izydora w Woli Wereszczyńskiej
Parafia św. Izydora w Woli Wereszczyńskiej – parafia rzymskokatolicka w Woli Wereszczyńskiej.
Parafia erygowana w 1921.
Obecny kościół parafialny murowany, został wybudowany w stylu neobarokowym w latach 1956-1962, staraniem ks. Bolesława Krzywca. Styl neobarokowy. Parafia posiada księgi metrykalne prowadzone od 1922 i kronika parafialną od 1992.
Miejscowości należące do parafii: Babsk, Jagodno, Jamniki, Lejno, Łomnica, Nowe Załucze, Stare Załucze, Wola Wereszczyńska, Zawadówka.